# Reginald Johnston
Reginald Johnston, född 13 oktober 1874 i Edinburgh, död där 6 mars 1938, var en brittisk diplomat. Han var privatlärare och rådgivare till Kinas sista kejsare, Puyi, mellan 1919 och 1924. Hans memoarer 
om sin tid i den förbjudna staden, Twilight in the Forbidden City (1934), användes som källa för Bernardo Bertoluccis film The Last Emperor.